# Palleau
Palleau település Franciaországban, Saône-et-Loire megyében. Lakosainak száma 254 fő (2022. január 1.). Palleau Corgengoux, Chevigny-en-Valière, Chivres, Labergement-lès-Seurre, Bragny-sur-Saône, Écuelles és Saint-Martin-en-Gâtinois községekkel határos.

## Népesség
A település népességének változása:
| Lakosok száma | 219  | 229  | 239  | 246  | 249  | 254  | 268  | 261  | 254  |
|               | 2013 | 2015 | 2016 | 2017 | 2018 | 2019 | 2020 | 2021 | 2022 |